# انتشارات دانشگاهی آمریکا
انتشارات دانشگاهی آمریکا (به انگلیسی: University Press of America) ناشری آکادمیک در ایالات متحده آمریکاست که در سال ۱۹۷۵ میلادی تأسیس شد و طبق وب‌گاه رسمی آن، «تاکنون ۱۰۰۰۰ عنوان کتاب منتشر کرده‌است».